# 山田悠史
山田 悠史（やまだ ゆうじ、1983年4月2日 - ）は、日本の総合内科医、総合診療医。NewsPicks公式コメンテーター・プロピッカー。フジテレビ系列「FNN Live News α」の公式コメンテーター。Podcast「山田悠史の医者のいらないラジオ」パーソナリティ。2018年8月よりカンボジアのAPSARA学会理事を務めている。

## 来歴
2002年3月、私立栄光学園高校卒業後、2002年4月に慶應義塾大学医学部入学、2008年3月卒業。卒業後、東京医科歯科大学医学部付属病院にて初期研修医となり、2010年4月川崎市立川崎病院総合診療科 後期研修医、2013年3月修了。2013年4月より練馬光が丘病院総合診療科にて勤務、2015年5月退職。その後、ニューヨークのマウントサイナイ大学関連病院の内科で勤務、2018年6月修了。2018年8月米国内科専門医取得。以降、埼玉医科大学総合診療内科助教を務めた。帰国後は、留学を経験して日米双方の医療のありかたを知ったからこそ、「日本なりの内科医、総合内科医として同じスキルセットをもった医師を育てたいという思い」を強くした。2020年8月からはニューヨークに戻り、マウントサイナイ医科大学の老年医学・緩和医療科に所属、アシスタント・プロフェッサーを務める。その他、講談社mi-mollet（ミモレ）で連載中。
2021年1月日本国内での新型コロナウイルスワクチンに関する誤情報のSNS上の拡散や不安の高まりに問題意識を持ち、コロワくんサポーターズを結成。2021年2月6日にLINE上のチャットボットサービス「コロワくんの相談室」をリリース。以降、ワクチンに関する正しい情報を広げ、医療現場の負担を軽減するため、数多くのメディアに出演し、コロワくんの輪を広げる活動をしている。また、「一人でも多くの方が自己実現でき、海外の舞台で活躍できるよう」医療英語学習を専門とするプログラムを運営するめどはぶ（Medical English Hub）を立ち上げ、代表を務めている。
現在、フジテレビ系列「FNN Live News α」のコメンテーターを務めている。2022年には講談社から『最高の老後　「死ぬまで元気」を実現する５つのM』を、2023年にはマガジンハウス新書から『健康の大疑問』を出版。

## 出演
ラジオ番組
- STEP ONEコーナー内「PICK ONE」（J-WAVE、2017年4月3日 - 2019年3月30日）- 9月3日[11]
- STEP ONEコーナー内「PICK ONE」（J-WAVE、2017年4月3日 - 2019年3月30日）- 12月20日[12]
- NewsPicks内　ライブ配信番組「NewsPicks Now!」（2020年5月1日）
- FMラジオ番組「OH! HAPPY MORNING」（2020年5月27日[13]）
- JAM THE WORLD「CASE FILE」（J-WAVE、2021年1月25日-2021年1月28日）[14]
- 文化放送『川口技研presents～久保純子 My Sweet Home』（2021年3月14日）[15]

テレビ番組
- TBS系列「ひるおび！」（2021年1月25日）NYからのリモート生出演
- フジテレビ系列「めざましテレビ」(2021年1月27日)インタビュー出演
- 日本テレビ系列「ミヤネ屋」(2021年1月27日)NYからのリモート生出演
- TBS系列「ゴゴスマ」（2021年1月27日）コメント出演
- フジテレビ系列「とくダネ！」（2021年1月28日）コメント出演
- NHK総合「週刊まるわかりニュース」（2021年1月30日）インタビュー出演
- テレビ朝日系列「サタデーステーション」（2021年1月30日）インタビュー出演
- TBS系列「サンデージャポン」（2021年1月31日）NYからのリモート生出演
- 日本テレビ系列「シューイチ」（2021年1月31日）インタビュー出演
- テレビ東京「ガイアの夜明け」（2021年2月2日）インタビュー出演
- ABEMA TV「ABEMA PRIME」（2021年2月10日）NYからのリモート生出演
- NHK総合「ニュース7」（2021年2月12日）インタビュー出演
- 米CNN  （2021年2月27日）インタビュー出演
- 英BBC  (2021年3月5日) インタビュー出演
- テレビ朝日「サンデーステーション」（2021年3月26日）
- フジテレビ系列「Live News α」（2021年3月31日）
- フジテレビ系列「Live News α」（2021年5月29日）
- フジテレビ系列「Live News α」（2021年6月8日）[16]

## 著書
- 『総合内科病棟マニュアル』（編集：筒泉貴彦・山田悠史・小坂鎮太郎）
- 『あめいろぐ臨床英語 (あめいろぐ・シリーズ)』（編著：反田 篤志 、共著：山田 悠史 ・百武 美沙・高橋 康一・アブラハム もと子・ 齋藤 雄司）
- 『総合内科病棟マニュアル　疾患ごとの管理(赤本)』（編集：筒泉貴彦・山田悠史・小坂鎮太郎）
- 『総合内科病棟マニュアル 病棟業務の基礎(青本)』（編集：筒泉貴彦・山田悠史・小坂鎮太郎）
- 『THE内科専門医問題集１』（チーフエディター：筒泉貴彦・山田悠史）
- 『THE内科専門医問題集２』（チーフエディター：筒泉貴彦・山田悠史）
- 『新型コロナワクチンＱ＆Ａ１００―日米で診療にあたる医師ら１０人が総力回答！』（著：コロワくんサポーターズ）
- 『最高の老後　「死ぬまで元気」を実現する５つのM』（著：山田悠史）
- 『健康の大疑問』（著：山田悠史）